# Wasching
Wasching ist ein Gemeindeteil der Gemeinde Ringelai im niederbayerischen Landkreis Freyung-Grafenau, Bayern. Bis 1971 bildete es eine selbstständige Gemeinde.

## Lage
Das Dorf liegt nördlich des Hauptortes Ringelai im Bayerischen Wald.

## Geschichte
Der Ort wurde im Jahre 1308 erstmals als „Wezzi“ oder „Wezil“ erwähnt. Die Namenendung -ing lässt als Ursprung einen altdeutschen Personennamen vermuten. Damit dürfte das Dorf bereits zur Völkerwanderungszeit im Rahmen der fränkischen Landnahme, die von Westen ab etwa dem 7. Jahrhundert auf den heutigen deutschen Sprachraum übergreift, entstanden sein.
Bis zur Gebietsreform 1971 war Wasching eine selbstständige Gemeinde mit den Orten Adelsberg, Bucheck, Eppenberg, Haag, Hötzelsberg, Hundswinkel, Kapfham, Kramersbrunn, Saldenau, Wasching und Wolfersreut. Diese kleine Gemeinde hatte knapp 600 Einwohner.
Die Wappenbeschreibung lautet: Dreimal geteilt von Silber und Blau, belegt mit einer eingeschweiften roten Spitze, darin auf silbernem Berg ein silberner Grenzstein.
Der Grenzstein erinnert an die Vereinbarung zwischen Kurbayern und dem Hochstift Passau Ende des 17. Jahrhunderts über den Verlauf der Grenzen der Hoheitsgebiete, die heute noch für die Landkreise Wolfstein und Grafenau gelten. Die Farben Silber und Blau bzw. Silber und Rot spielen auf die Wappen des Hochstifts Passau und Bayerns an, erinnern aber auch an das Wappen Kardinal Johann Philipp Graf Lamberg (1652–1712), der von 1689 bis 1712 Fürstbischof von Passau war, der im Bayerischen Wald viele Gemeindegrenzen und Kirchensprengel ordnete.

## Tradition
In Wasching werden noch viele alte Traditionen gelebt, beispielsweise
- das Osterratschen,
- das Aufstellen des Maibaumes,
- das Sonnwendfeuer und
- das Wasservogelsingen (ein Pfingstbrauch).[2]

## Sonstiges
- Das Schroihaus, ein alter Bauernhof, wurde in den 1990er Jahren zum Bürgerhaus umgebaut.
- Die Dorfkapelle entstand im Jahre 1980[3]